# Елізабет Віллебордсе
Елізабет Віллебордсе  (нід. Elisabeth Willeboordse, 14 вересня 1978) — нідерландська дзюдоїстка, олімпійська медалістка.

## Виступи на Олімпіадах
| Олімпіада  | Дисципліна             | Місце |
| ---------- | ---------------------- | ----- |
| Пекін 2008 | напівсередня категорія | 3T    |